# John Betjeman

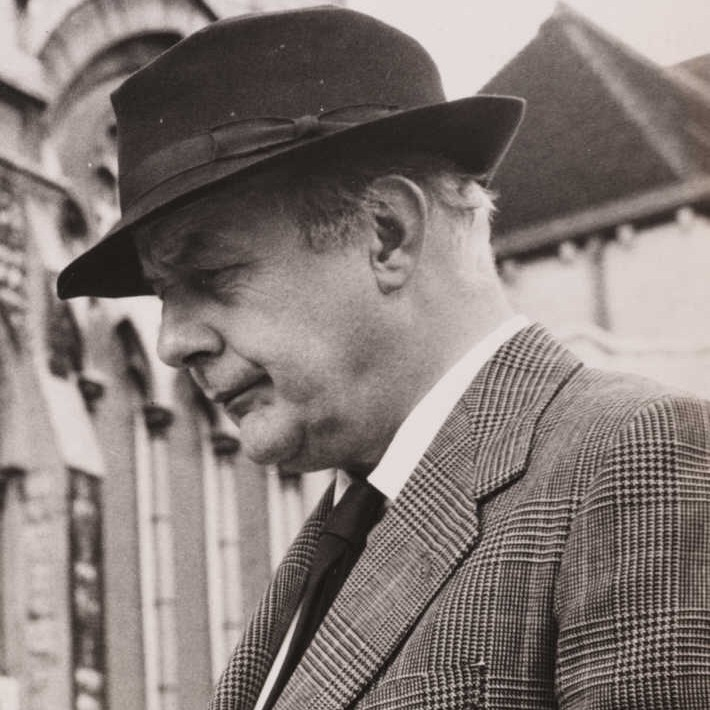
Sir John Betjeman

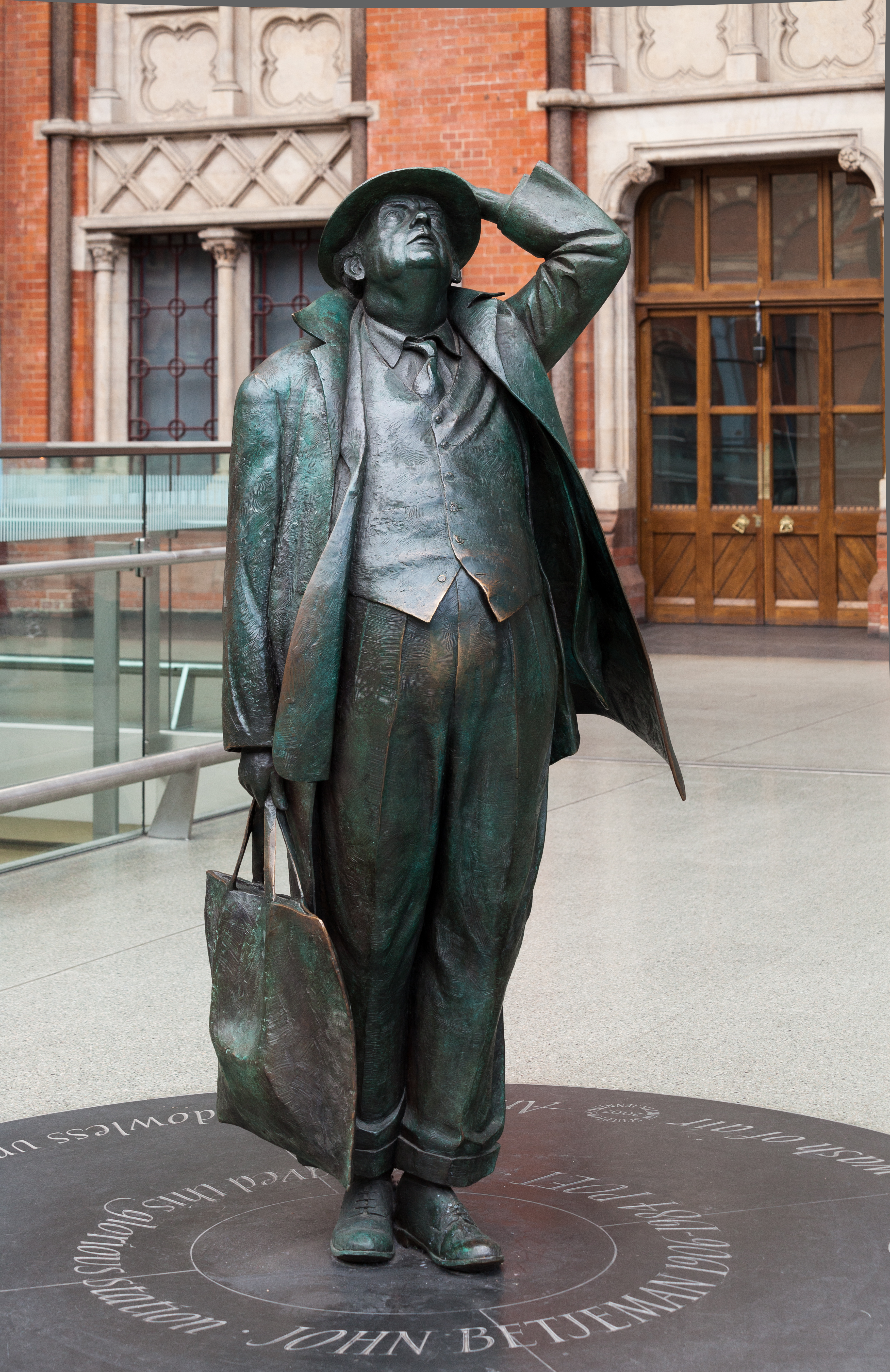
Betjeman-Denkmal, St Pancras Station, London.

Sir John Betjeman CBE (* 28. August 1906 in London; † 19. Mai 1984 in Daymer Lane, Trebetherick, Cornwall) war ein britischer Dichter, Publizist und Journalist. Er gilt als der weitaus populärste Lyriker Großbritanniens im 20. Jahrhundert. Bekannt wurde er auch durch Fernseh- und Radiosendungen, in denen er sich für den Erhalt von Architekturdenkmalen des 19. Jahrhunderts einsetzte.

## Leben und Werk
Der Sohn des Möbelfabrikanten Ernest Edward Betjemann (das zweite „n“ des Nachnamens holländischer Herkunft ließ John Betjeman ab ca. 1927 weg) ging in Highgate zur Schule (wo T. S. Eliot einer seiner Lehrer war) und studierte recht erfolglos an der University of Oxford, die er ohne höheren Abschluss verließ. Daraufhin war er als Grundschullehrer, Privatsekretär, 1930 als Redakteur der Architekturzeitschrift Architectural Review und 1933 als Filmkritiker des Londoner Evening Standard tätig. 1933 heiratete er Penelope Chetwode – eine Tochter des britischen Oberbefehlshabers in Indien, Philip Chetwode – und zog mit ihr auf einen Bauernhof in Berkshire. Das Ehepaar bekam zwei Kinder, Paul and Paula (meist Candida genannt).
In den 1930er Jahren erschienen auch Betjemans erste Gedichtbände Mount Zion (1931) und Continual Dew (1937), die später für ihre bereits völlig souveräne Beherrschung der verschiedensten lyrischen Tonlagen gerühmt wurden. Weit mehr allerdings wurde zur Zeit der Veröffentlichung 1933 sein Traktat Ghastly Good Taste beachtet, dem er den Untertitel „Eine deprimierende Geschichte des Aufstiegs und Untergangs der englischen Architektur“ gab. In dem Buch griff er sowohl Auswüchse der Moderne als auch unreflektierten Konservatismus an, und ganz gegen den Trend der Zeit wurde er so zu einem Vorreiter einer unvoreingenommenen Beschäftigung mit der Viktorianischen Architektur. Mitte der 1930er Jahre war er in der Werbeabteilung von Shell tätig und veröffentlichte u. a. einen Shell-Reiseführer über Cornwall, das er seit seiner Kindheit liebte.
Um 1937 wandte er sich verstärkt der Anglikanischen Kirche zu, die er als „einzige Rettung“ vor Fortschritt, Faschisten und Marxisten ansah. Auch viele seiner Gedichte sind von seinem tiefen Glauben geprägt. Im Zweiten Weltkrieg arbeitete er für die Filmabteilung des Informationsministeriums und als Presseattaché in Dublin, wo er günstig auf die öffentliche Meinung über Großbritannien in Irland einwirken sollte. Er berichtete über Politiker und die IRA nach London. Die IRA plante sogar seine Ermordung, die nur nicht zur Ausführung kam, da ein IRA-Geheimdienstchef seine Gedichte mochte. 1940 erschien ein weiterer Gedichtband, Old Lights for New Chancels. Gegen Ende des Kriegs arbeitete Betjeman in einer geheimen Abteilung der Admiralität in Bath.
Nach Kriegsende zog das Ehepaar Betjeman nach Farnborough in Berkshire, 1951 nach Wantage in Oxfordshire. Im selben Jahr trennte sich Betjeman von seiner Frau und lernte später Lady Elizabeth Cavendish, die Hofdame Prinzessin Margarets, kennen. Mit ihr führte er bis zu seinem Lebensende eine Beziehung. Betjemans Tochter Candida bezeichnete Lady Elizabeth Cavendish als die „geliebte zweite Ehefrau“ ihres Vaters. Bis 1972 lebte Betjeman in Wantage.
Sein dichterischer Ruhm mehrte sich mit zwei weiteren Gedichtbänden. 1958 erschienen seine gesammelten Gedichte, 1960 das zweitausendzeilige autographische Gedicht Summoned by Bells, in der er über seine Kindheit, Jugend und Studienzeit berichtet. Formal konservativ und oft komisch, zeigten Betjemans Gedichte keinerlei Anklänge an die literarische Avantgarde und waren dadurch für ein breites Publikum leicht lesbar. Mit ihren oft exzentrischen Figuren und der im Alltag des zeitgenössischen Englands angesiedelten Handlung trafen die Gedichte außerdem den Nerv der Zeit und waren kommerziell sehr erfolgreich – der Sammelband von 1958 erlebte zahlreiche Auflagen mit über 100.000 Exemplaren.

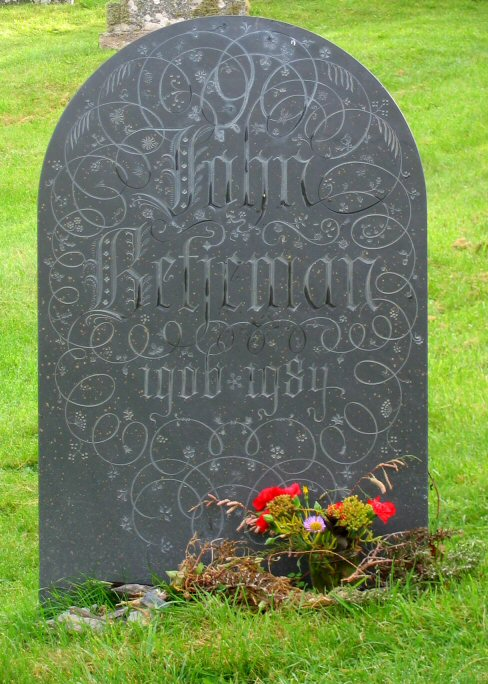
Betjemans Grab in Trebetherick, Cornwall

Auch durch seine Radio- und Fernsehsendungen zur Architektur und zu Ausflügen in das Metro-land um London wurde er ab Mitte der 1950er Jahre zu einer bekannten und beliebten Figur des öffentlichen Lebens. Daneben veröffentlichte er unzählige Bücher über britische Architektur und Reiseführer. Durch seine Interventionen konnten viele abrissgefährdete Bauwerke des 19. Jahrhunderts gerettet werden, darunter St Pancras Station und Wilton’s Music Hall in London.
Daneben veröffentlichte er weiter Gedichtbände, die dann in die vierte Ausgabe seiner gesammelten Gedichte aufgenommen wurden. 1982 erschien außerdem ein Band mit bisher nicht in die Sammlung aufgenommenen Gedichten (Uncollected Poems).
Betjeman erhielt zahlreiche Preise und Ehrendoktorgrade. 1960 wurde er zum Commander of the Order of the British Empire (CBE) ernannt, 1969 zum Knight Bachelor geschlagen. 1972 wurde er zum „Poet Laureate“, dem offiziellen Hofdichter, gekürt. 1973 wurde er als auswärtiges Ehrenmitglied in die American Academy of Arts and Letters gewählt.
Im Alter erkrankte Betjeman an der Parkinson-Krankheit. Er starb nach mehreren Schlaganfällen in seinem Haus in Trebetherick in Cornwall und wurde in diesem Ort begraben.
Betjeman ist einer der Dichter, derer in der Poets’ Corner der Westminster Abbey in London gedacht wird. Keines von Betjemans Büchern ist bisher ins Deutsche übersetzt worden.